# Arthur Dion Hanna

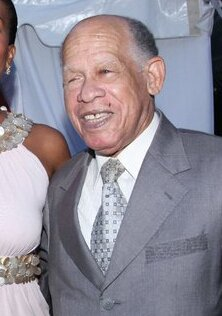
Arthur Dion Hanna (2011)

Arthur Dion „A.D.“ Hanna (* 7. März 1928; † 3. August 2021) war von 2006 bis 2010 der Generalgouverneur der Bahamas.
Hanna engagierte sich seit den 1950ern politisch für die Bahamas. Als Mitglied der Progressive Liberal Party repräsentierte er die Wählerschaft von Ann´s Town im Unterhaus des Parlaments von 1960 bis 1992. In diesem Zeitraum hatte er auch verschiedene Kabinettsposten inne, unter anderem ab 1967 als Vizepremier, bis er 1984 nach Korruptionsvorwürfen zurücktrat.
Am 1. Februar 2006 wurde Hanna zum siebenten Generalgouverneur der Bahamas ernannt.

## Weblink
- Hannas Seite bei bahamas.gov (englisch)

| Personendaten    | Personendaten                                         |
| ---------------- | ----------------------------------------------------- |
| NAME             | Hanna, Arthur Dion                                    |
| ALTERNATIVNAMEN  | Hanna, A.D. (Spitzname)                               |
| KURZBESCHREIBUNG | bahamaischer Politiker, Generalgouverneur der Bahamas |
| GEBURTSDATUM     | 7. März 1928                                          |
| STERBEDATUM      | 3. August 2021                                        |